# Søstrene Grene
Søstrene Grene er en dansk butikskæde, der blev grundlagt i Aarhus i 1973 af Inger Grene og hendes ægtemand Knud Cresten Vaupell Olsen. Ingers søster Ruth Grene var involveret i butikken i starten. Virksomheden har stadig hovedsæde i Aarhus, skønt dette i april 2017 blev flyttet til en ny lokation i Pakhusene på Aarhus Ø. Skønt der i virksomhedens logo står "Søstrene Grenes handelskompagnie", hedder kæden blot Søstrene Grene.
I dag er Mikkel Grene administrerende direktør i virksomheden, og han er søn af de oprindelige grundlæggere. Hans bror Cresten Grene er kreativ direktør, og sammen ejer og driver de to brødre familieforetagenet.

## Butikskoncept
Søstrene Grenes butikker har labyrintformede gange, og der spilles klassisk musik i højtalerne.[kilde mangler] På skiltningen rundt i butikken samt i virksomhedens logo fremgår de fiktive søstre Anna og Clara, som siden opstarten i 1973 er blevet benyttet til at fortælle historier om produkterne og virksomhedens virke.
Anna og Claras personligheder er baseret på Inger Grenes to fastre, og sammen fungerer disse to søstre som en repræsentation af det, Søstrene Grene står for.[kilde mangler]
Sortimentet i den første butik på Strøget i Aarhus var oprindeligt kaffe, snaps og lignende, men efterhånden begyndte butikken at forhandle flere og flere egenimporterede varer fra det meste af verden, særligt indenfor boligindretning og isenkram.

## Butikker
Den første Søstrene Grene-butik åbnede i 1973 på første sal i Søndergade 11, Aarhus. Kæden udvikledes med butikker i Aalborg og Herning i 1989, og ekspansionen fortsatte op gennem 1990'erne og 2000'erne, og i 2005 åbnede en butik i Reykjavik i Island, mens butikker i Stavanger i Norge og Malmö i Sverige kom til i 2006.[kilde mangler]
Butikskædens første spanske butik i blev åbnet i Madrid i foråret 2014.
Søstrene Grene har butikker i 15 lande: Danmark, Norge, Sverige, Island, Japan, England, Irland, Nordirland, Holland, Spanien, Frankrig, Færøerne, Tyskland, Schweiz og Østrig. De fleste butikker drives på franchisebasis.
Disse tal er fra december 2017:
| Land       | Antal butikker |
| ---------- | -------------- |
| Danmark    | 55             |
| Norge      | 42             |
| Sverige    | 15             |
| Island     | 2              |
| Frankrig   | 23             |
| Holland    | 11             |
| Spanien    | 2              |
| Tyskland   | 24             |
| England    | 2              |
| Nordirland | 2              |
| Irland     | 6              |
| Japan      | 4              |
| Schweiz    | 1              |
| Østrig     | 1              |
| Færøerne   | 1              |